# Polizoi Arbëri
Polizoi Arbëri (Berat, 9 settembre 1988) è un ex calciatore albanese, di ruolo difensore.

## Carriera

### Club
Il 1º luglio 2011 viene acquistato a titolo definitivo dal Flamurtari Valona per 25.000 euro.

## Statistiche

### Presenze e reti nei club
Statistiche aggiornate all'8 settembre 2016.
| Stagione                 | Squadra                  | Campionato               | Campionato | Campionato | Coppe nazionali | Coppe nazionali | Coppe nazionali | Coppe continentali | Coppe continentali | Coppe continentali | Altre coppe | Altre coppe | Altre coppe | Totale | Totale |
| Stagione                 | Squadra                  | Comp                     | Pres       | Reti       | Comp            | Pres            | Reti            | Comp               | Pres               | Reti               | Comp        | Pres        | Reti        | Pres   | Reti   |
| ------------------------ | ------------------------ | ------------------------ | ---------- | ---------- | --------------- | --------------- | --------------- | ------------------ | ------------------ | ------------------ | ----------- | ----------- | ----------- | ------ | ------ |
| 2005-2006                | Tomori                   | KP                       | 0+         | 0+         | CA              | 0               | 0               | -                  | -                  | -                  | -           | -           | -           | 0+     | 0+     |
| 2006-2007                | Tomori                   | KP                       | 0+         | 0+         | CA              | 0               | 0               | -                  | -                  | -                  | -           | -           | -           | 0+     | 0+     |
| Totale Tomori            | Totale Tomori            | Totale Tomori            | 0+         | 0+         |                 | 0               | 0               |                    | -                  | -                  |             | -           | -           | 0+     | 0+     |
| 2007-2008                | Lushnja                  | KP                       | 0+         | 0+         | CA              | 0               | 0               | -                  | -                  | -                  | -           | -           | -           | 0+     | 0+     |
| 2008-gen. 2009           | Lushnja                  | KS                       | 16         | 1          | CA              | 2               | 0               | -                  | -                  | -                  | -           | -           | -           | 18     | 1      |
| Totale Lushnja           | Totale Lushnja           | Totale Lushnja           | 16+        | 1+         |                 | 2               | 0               |                    | -                  | -                  |             | -           | -           | 18+    | 1+     |
| gen.-giu. 2009           | Bylis Ballsh             | KS                       | 14         | 0          | CA              | 1               | 0               | -                  | -                  | -                  | -           | -           | -           | 15     | 0      |
| 2009-2010                | Bylis Ballsh             | KP                       | 15+1       | 3+0        | CA              | 0               | 0               | -                  | -                  | -                  | -           | -           | -           | 16+    | 3+     |
| 2010-2011                | Bylis Ballsh             | KS                       | 27         | 2          | CA              | 3               | 0               | -                  | -                  | -                  | -           | -           | -           | 30     | 2      |
| Totale Bylis Ballsh      | Totale Bylis Ballsh      | Totale Bylis Ballsh      | 56+1       | 5+0        |                 | 4               | 0               |                    | -                  | -                  |             | -           | -           | 61     | 5      |
| 2011-2012                | Flamurtari Valona        | KS                       | 24         | 1          | CA              | 11              | 0               | UEL                | 4                  | 0                  | -           | -           | -           | 39     | 1      |
| 2012-2013                | Flamurtari Valona        | KS                       | 19         | 0          | CA              | 8               | 0               | UEL                | 2                  | 0                  | -           | -           | -           | 29     | 0      |
| 2013-2014                | Flamurtari Valona        | KS                       | 20         | 3          | CA              | 2               | 0               | -                  | -                  | -                  | -           | -           | -           | 22     | 3      |
| 2014-2015                | Flamurtari Valona        | KS                       | 21         | 0          | CA              | 2               | 0               | UEL                | 4                  | 0                  | SA          | 1           | 0           | 28     | 0      |
| Totale Flamurtari Valona | Totale Flamurtari Valona | Totale Flamurtari Valona | 84         | 4          |                 | 23              | 0               |                    | 10                 | 0                  |             | 1           | 0           | 118    | 4      |
| 2015-2016                | Vllaznia                 | KS                       | 19         | 1          | CA              | 2               | 1               | -                  | -                  | -                  | -           | -           | -           | 21     | 2      |
| 2016-2017                | Kukësi                   | KS                       | 1          | 0          | CA              | 0               | 0               | UEL                | 0                  | 0                  | SA          | 1           | 0           | 2      | 0      |
| Totale carriera          | Totale carriera          | Totale carriera          | 176+1      | 11+0       |                 | 31              | 1               |                    | 10                 | 0                  |             | 2           | 0           | 220    | 12     |

## Palmarès

### Club

#### Competizioni nazionali
- Coppa d'Albania: 1

Flamurtari Valona: 2013-2014